# Fluorescencia de clorofila
La fluorescencia de la clorofila es un indicador indirecto del estado fisiológico de la clorofila. Permite evaluar el estado de la fotosíntesis de las plantas de forma no destructiva.
La fluorescencia de la clorofila se basa en el principio de que la energía lumínica absorbida por las moléculas de clorofila en una hoja sufre uno de estos tres destinos: impulsar la fotosíntesis (fotoquímica), disiparse en forma de calor (disipación térmica) o remitirse en forma de fluorescencia. Estos tres procesos ocurren en competencia, por lo que el incremento de alguno de estos resultará en la disminución de los otros dos. Por lo tanto, al medir el rendimiento de la fluorescencia de la clorofila, es posible obtener información sobre los cambios en la eficiencia de la fotoquímica y la disipación térmica.